# Стойно Добрев
Стойно Добрев е български актьор.

## Биография
Роден е на 26 февруари 1942 година.
Оженва се за актрисата Елизабет Карагеоргиева. Имат дете Диана Добрева, която също е актриса.
Завършва ВИТИЗ „Кръстьо Сарафов“ през 1966 г. в класа на проф. Надежда Сейкова.
В периода 1966 – 1970 година играе в трупата на Габровския драматичен театър. Сред по-известните му роли са на Борис във „Всяка есенна вечер“ от Иван Пейчев, Егей в „Сън в лятна нощ“ на Шекспир, Гал в „Сватба“ на Канети.

## Театрални роли
- „Сън в лятна нощ“ (Уилям Шекспир) - Егей
- „Всяка есенна вечер“ (Иван Пейчев) - Борис
- „Сватба“ (Елиас Канети) - Гал

## Телевизионен театър
- „Огненият кръг“ (1984) (Светослав Славчев)
- „Сто години самота“ (1976) (Габриел Гарсия Маркес)

## Филмография
| Година      | Филми и Сериали                            | Серии  | Копродукции      | Роля                                                             |
| ----------- | ------------------------------------------ | ------ | ---------------- | ---------------------------------------------------------------- |
| 1994        | Записки по българските мафии               |        |                  | падрето                                                          |
| 1993        | La Donna E Mobile                          |        |                  | художникът Вальо                                                 |
| 1990        | 8% любов                                   |        |                  | директорът на училището                                          |
| 1986        | Стая за трима                              |        |                  | музикантът                                                       |
| 1985        | Женски сърца (тв)                          |        |                  | попът                                                            |
| 1982        | Признавам всичко                           | 3      |                  |                                                                  |
| 1981        | Пришествие                                 |        |                  |                                                                  |
| 1981        | Слънце на детството (тв сериал)            | 2      |                  | лавкаджията                                                      |
| 1980        | Стършел („Овод“)                           | 3      | СССР             | Джовани Болла                                                    |
| 1979        | Адаптация (тв сериал)                      | 3      |                  |                                                                  |
| 1979        | Сами сред вълци (тв сериал)                | 5      |                  | Емил Попов, радист на д-р Пеев (в 5 серии: I, II, III, IV, V)    |
| 1978        | Пътят към София (Путь к Софии) (тв сериал) | 5      | България/СССР    | капитан Амир бей                                                 |
| 1977 – 1982 | Четвъртото измерение (тв сериал)           | 6      |                  |                                                                  |
| 1977        | Два пъти ура за ваканцията                 | 3 нов. |                  | (във II новела: „Момче за всичко“)                               |
| 1976        | Апостолите                                 | 2      |                  | писарят на пашата                                                |
| 1976        | Над Сантяго вали („Il pleut sur Santiago“) |        | България/Франция | комунист от завода                                               |
| 1974        | Нако, Дако, Цако                           | 3      |                  | престъпник, от хората на наркотрафиканта (в III серия: „Моряци“) |
| 1971 – 1972 | Това спокойно всекидневие (тв сериал)      | 3      |                  | Петер Тот, сътрудник на Борман/Хайнц Ото Краус/Куртмайер         |